# Kawęczyn (Janów Lubelski)
Pour les articles homonymes, voir Kawęczyn.
Kawęczyn (prononciation : [kaˈvɛnt͡ʂɨn]) est un village polonais de la gmina de Godziszów dans le powiat de Janów Lubelski de la voïvodie de Lublin dans l'est de la Pologne.
Il se situe à environ 4 kilomètres au sud-ouest de Godziszówi (siège de la gmina), 3 kilomètres au nord-est de Janów Lubelski (siège du powiat) et 58 kilomètres au sud de Lublin (capitale de la voïvodie).
Le village compte approximativement une population de 378 habitants.

## Histoire
De 1975 à 1998, le village est attaché administrativement à la voïvodie de Tarnobrzeg.

Depuis 1999, il fait partie de la voïvodie de Lublin.